# Seznam vlajek se symbolem Union Jack

Vlajka Spojeného království

Seznam vlajek se symbolem Union Jack, tj. britskou vlajkou.

## Současné vlajky

### Vlajky států
| Vlajka | Poměr stran | Stát / Článek o vlajce                       |
| ------ | ----------- | -------------------------------------------- |
|        | 1:2         | Austrálie Australská vlajka                  |
|        | 1:2         | Fidži Fidžijská vlajka                       |
|        | 1:2         | Nový Zéland Novozélandská vlajka             |
|        | 1:2         | Tuvalu Tuvalská vlajka                       |
|        | 1:2         | Tuvalu Tuvalská státní vlajka (alternativní) |

### Vlajky závislých území
| Vlajka | Poměr stran | Závislé území / Mateřský stát / Článek o vlajce                                                                   | Poznámky                                           |
| ------ | ----------- | --- | -------------------------------------------------- |
|        | 1:2         | Anguilla Spojené království Anguillská vlajka                                                                     | Zámořské území Spojeného království                |
|        | 1:2         | Bermudy Spojené království Bermudská vlajka                                                                       | Zámořské území Spojeného království                |
|        | 1:2         | Britské indickooceánské území Spojené království Vlajka Britského indickooceánského území                         | Zámořské území Spojeného království                |
|        | 1:2         | Britské Panenské ostrovy Spojené království Vlajka Britských Panenských ostrovů                                   | Zámořské území Spojeného království                |
|        | 1:2         | Cookovy ostrovy Nový Zéland Vlajka Cookových ostrovů                                                              | Svrchovaný stát a samosprávné území Nového Zélandu |
|        | 1:2         | Falklandy Spojené království Falklandská vlajka                                                                   | Zámořské území Spojeného království                |
|        | 1:2         | Jižní Georgie a Jižní Sandwichovy ostrovy Spojené království Vlajka Jižní Georgie a Jižních Sandwichových ostrovů | Neobydlené zámořské území Spojeného království     |
|        | 1:2         | Kajmanské ostrovy Spojené království Vlajka Kajmanských ostrovů                                                   | Zámořské území Spojeného království                |
|        | 1:2         | Montserrat Spojené království Vlajka Montserratu                                                                  | Zámořské území Spojeného království                |
|        | 1:2         | Niue Nový Zéland Vlajka Niue                                                                                      | Nezávislý stát přidružený k Novému Zélandu         |
|        | 1:2         | Pitcairnovy ostrovy Spojené království Vlajka Pitcairnových ostrovů                                               | Zámořské území Spojeného království                |
|        | 1:2         | Turks a Caicos Spojené království Vlajka Turks a Caicos                                                           | Zámořské území Spojeného království                |

#### Vlajky antarktických území
Na antarktická území jsou dle Smlouvy o Antarktidě pozastaveny veškeré nároky suverénních států (viz Územní nároky na Antarktidu).
| Vlajka | Poměr stran | Území / Mateřský stát / Článek o vlajce                                           | Poznámky                            |
| ------ | ----------- | --------------------------------------------------------------------------------- | ----------------------------------- |
|        | 1:2         | Britské antarktické území Spojené království Vlajka Britského antarktického území | Zámořské území Spojeného království |
|        | 1:2         | Rossova dependence Nový Zéland Vlajka Rossovy dependence                          |                                     |

### Vlajky nižších územních celků
| Vlajka | Poměr stran | Územní celek / Nadřazený celek / Článek o vlajce                                                         |
| ------ | ----------- | --- |
|        | 1:2         | Jižní Austrálie (federální stát) Austrálie                                                               |
|        | 1:2         | Nový Jižní Wales (federální stát) Austrálie                                                              |
|        | 1:2         | Queensland (federální stát) Austrálie                                                                    |
|        | 1:2         | Tasmánie (federální stát) Austrálie                                                                      |
|        | 1:2         | Victoria (federální stát) Austrálie                                                                      |
|        | 1:2         | Západní Austrálie (federální stát) Austrálie                                                             |
|        | 3:5         | Britská Kolumbie (provincie) Kanada                                                                      |
|        | 1:2         | Manitoba (provincie) Kanada                                                                              |
|        | 1:2         | Ontario (provincie) Kanada                                                                               |
|        | 1:2         | Svatá Helena (ostrov) Spojené království, Svatá Helena, Ascension a Tristan da Cunha Vlajka Svaté Heleny |
|        | 1:2         | Ascension (ostrov) Spojené království, Svatá Helena, Ascension a Tristan da Cunha                        |
|        | 1:2         | Tristan da Cunha (ostrov) Spojené království, Svatá Helena, Ascension a Tristan da Cunha                 |
|        | 1:2         | Havaj (federální stát) Spojené státy americké Vlajka Havaje                                              |

### Vlajky měst
| Vlajka | Poměr stran | Město / Umístění                              |
| ------ | ----------- | --------------------------------------------- |
|        | 2:3         | Baton Rouge Spojené státy americké, Louisiana |

### Služební vlajky
| Vlajka                                              | Poměr stran | Stát / Funkce / Článek o vlajce                                                                                             |
| --------------------------------------------------- | ----------- | --- |
| Britské služební vlajky                             |             | |
|                                                     | 1:2         | Spojené království Britská námořní vlajka Red Ensign                                                                        |
|                                                     | 1:2         | Spojené království Britská státní námořní vlajka Blue Ensign                                                                |
|                                                     | 1:2         | Spojené království Britská námořní válečná vlajka White Ensign                                                              |
| Služební vlajky britských korunních závislých území |             | |
|                                                     | 1:2         | Spojené království Guernsey Guernseyská námořní vlajka Vlajka Guernsey                                                      |
|                                                     | 1:2         | Spojené království Guernsey Guernseyská státní námořní vlajka Vlajka Guernsey                                               |
|                                                     | 1:2         | Spojené království Jersey Jerseyská námořní vlajka Vlajka Jersey                                                            |
|                                                     | 1:2         | Spojené království Jersey Jerseyská státní námořní vlajka Vlajka Jersey                                                     |
|                                                     | 1:2         | Spojené království Man Manská námořní vlajka Vlajka Ostrova Man                                                             |
| Služební vlajky britských závislých území           |             | |
|                                                     | 1:2         | Spojené království Bermudy Bermudská státní námořní vlajka Bermudská vlajka                                                 |
|                                                     | 1:2         | Spojené království Britské Panenské ostrovy Námořní vlajka Britských Panenských ostrovů Vlajka Britských Panenských ostrovů |
|                                                     | 1:2         | Spojené království Falklandy Falklandská námořní vlajka Falklandská vlajka                                                  |
|                                                     | 1:2         | Spojené království Gibraltar Gibraltarská námořní vlajka Gibraltarská vlajka                                                |
|                                                     | 1:2         | Spojené království Gibraltar Gibraltarská státní námořní vlajka Gibraltarská vlajka                                         |
|                                                     | 1:2         | Spojené království Kajmanské ostrovy Námořní vlajka Kajmanských ostrovů Vlajka Kajmanských ostrovů                          |
|                                                     | 1:2         | Spojené království Turks a Caicos Námořní vlajka Turks a Caicos Vlajka Turks a Caicos                                       |
| Služební vlajky nezávislých států                   |             | |
|                                                     | 1:2         | Austrálie Australská námořní vlajka Australská vlajka                                                                       |
|                                                     | 1:2         | Austrálie Australská námořní válečná vlajka Australská vlajka                                                               |
|                                                     | 1:2         | Fidži Fidžijská národní námořní vlajka Fidžijská vlajka                                                                     |
|                                                     | 1:2         | Fidži Fidžijská státní námořní vlajka Fidžijská vlajka                                                                      |
|                                                     | 1:2         | Fidži Fidžijská námořní válečná vlajka Fidžijská vlajka                                                                     |
|                                                     | 1:2         | Nový Zéland Novozélandská námořní vlajka Novozélandská vlajka                                                               |
|                                                     | 1:2         | Nový Zéland Novozélandská námořní válečná vlajka Novozélandská vlajka                                                       |

### Letecké vlajky
| Vlajka | Poměr stran | Stát / Letectvo / Článek o vlajce                                                            |
| ------ | ----------- | -------------------------------------------------------------------------------------------- |
|        | 1:2         | Spojené království Royal Air Force, česky Královské letectvo Vlajka RAF                      |
|        | 1:2         | Austrálie Royal Australian Air Force, česky Australské královské letectvo Vlajka RAAF        |
|        | 1:2         | Nový Zéland Royal New Zealand Air Force, česky Novozélandské královské letectvo Vlajka RNZAF |

## Historické vlajky
| Vlajka Austrálie 1831                                                                  |  |                 |
| Vlajka australských kolonií 1823                                                       |  |                 |
| Vlajka Barbadosu (1870–1966)                                                           |  |                 |
| Vlajka Basutolandu (Lesotho 1884–1966)                                                 |  |                 |
| ?Vlajka Belize (Britského Hondurasu) 1870–1919                                         |  |                 |
| Vlajka Belize (Britského Hondurasu) 1919–1981                                          |  |                 |
| Vlajka Britské Indie (modrá verze)                                                     |  |                 |
| Vlajka Britské Indie (červená verze)                                                   |  |                 |
| Vlajka Britského Cejlonu 1815–1948                                                     |  |                 |
| Vlajka Britského Helgolandu 1807–1890                                                  |  |                 |
| Vlajka Britského mandátu Palestina                                                     |  |                 |
| Vlajka britských teritorií v Indickém oceánu                                           |  |                 |
| Vlajka Commonwealthu 1658–1660                                                         |  |                 |
| Vlajka Gilbertových a Elliceových ostrovů (dnes Tuvalu (do 1976) a Kiribati (do 1979)) |  |                 |
| Vlajka Guernsey z 19. století                                                          |  |                 |
| Vlajka Guyany 1875–1906                                                                |  |                 |
| Vlajka Guyany 1906–1919                                                                |  |                 |
| Vlajka Guyany 1919–1955                                                                |  |                 |
| Vlajka Guyany 1955–1966                                                                |  |                 |
| Vlajka Jamajky 1875–1906                                                               |  |                 |
| Vlajka Jamajky 1906–1957                                                               |  |                 |
| Vlajka Jamajky 1957–1962                                                               |  |                 |
| Vlajka Jamajky 1962                                                                    |  |                 |
| Vlajka Jižní Afriky 1910–1912                                                          |  |                 |
| Vlajka Jižní Afriky 1912–1928                                                          |  |                 |
| Vlajka Jihoafrické republiky 1928–1994                                                 |  |                 |
| Vlajka Kanady 1868–1921                                                                |  |                 |
| Vlajka Kanady 1921–1957                                                                |  |                 |
| Vlajka Kanady 1957–1965                                                                |  |                 |
| Vlajka Malawi do 1964                                                                  |  |                 |
| Vlajka Mauricia 1906–1923                                                              |  |                 |
| Vlajka Mauricia 1923–1968                                                              |  |                 |
| Vlajka provincie Newfoundland (modrá verze)                                            |  |                 |
| Vlajka provincie Newfoundland (červená verze)                                          |  |                 |
| Vlajka Nigérie do 1960                                                                 |  |                 |
| Vlajka provincie Nové Skotsko 1868–1929                                                |  |                 |
| Vlajka provincie Nový Brunšvik 1950–1965                                               |  |                 |
| Vlajka provincie Nový Jižní Wales 1867                                                 |  |                 |
| Vlajka britského teritoria na Papuy 1906–1949                                          |  |                 |
| Vlajka Průlivových osad 1874–1942                                                      |  |                 |
| Vlajka Severního Bornea (1882–1963)                                                    |  |                 |
| Vlajka Singapuru 1946-1959                                                             |  |                 |
| Vlajka Spojeného království 1606–1801                                                  |  | (více o vlajce) |
| První vlajka Spojených států amerických 1775–1777                                      |  | (více o vlajce) |
| Vlajka ostrova Vancouver                                                               |  |                 |
| Vlajka Svatého Vincence a Grenadin do roku 1979                                        |  |                 |
| Vlajka Tuvalu 1976–1978                                                                |  |                 |
| Vlajka Tuvalu 1978–1995                                                                |  | (více o vlajce) |
| Vlajka Ugandy 1914–1962                                                                |  |                 |
| Vlajka provincie Victoria                                                              |  |                 |
| Vlajka Západní Samoy 1922–1962 (modrá verze)                                           |  |                 |
| Vlajka Západní Samoy 1922–1962 (červená verze)                                         |  |                 |
| Neoficiální vlajka Tasmánie                                                            |  |                 |
| Vlajka provincie Západní Austrálie 1870–1953                                           |  |                 |
| Vlajka Zlatonosného pobřeží                                                            |  |                 |

### Historické služební vlajky
| Kanada 1921–1953              |
| Kanada 1957–1965              |
| Kanadské letectvo (1941-1968) |

## Guvernérské vlajky
| Vlajka guvernéra Antiguy a Barbudy 1956–1981            |  |                 |
| Vlajka guvernéra Belize (Britského Hondurasu) před 1981 |  |                 |
| Vlajka guvernéra Gibraltaru                             |  | (více o vlajce) |
| Vlajka guvernéra Guernsey                               |  |                 |
| Vlajka guvernéra Jamajky 1875–1906                      |  |                 |
| Vlajka guvernéra Jamajky 1906–1957                      |  |                 |
| Vlajka guvernéra Jamajky 1957–1962                      |  |                 |
| Vlajka guvernéra Jamajky 1962                           |  |                 |
| Vlajka guvernéra Jersey                                 |  |                 |
| Vlajka guvernéra provincie Jižní Austrálie              |  |                 |
| Vlajka guvernéra provincie Jižní Austrálie 1870–1876    |  |                 |
| Vlajka guvernéra provincie Jižní Austrálie 1904–1975    |  |                 |
| Vlajka guvernéra provincie Nové Skotsko                 |  |                 |
| Vlajka guvernéra provincie Nový Jižní Wales             |  |                 |
| Vlajka guvernéra provincie Nový Jižní Wales 1876–1981   |  |                 |
| Vlajka guvernéra Pitcairnových ostrovů                  |  |                 |
| Vlajka guvernéra provincie Queensland                   |  |                 |
| Vlajka guvernéra provincie Tasmánie                     |  |                 |
| Vlajka guvernéra provincie Tasmánie 1876–1977           |  |                 |
| Vlajka guvernéra provincie Victoria                     |  |                 |
| Vlajka guvernéra provincie Victoria 1903–1984           |  |                 |
| Vlajka guvernéra provincie Západní Austrálie            |  |                 |
| Vlajka guvernéra provincie Západní Austrálie 1870–1953  |  |                 |
| Vlajka guvernéra provincie Západní Austrálie 1953–1988  |  |                 |

## Vlajky organizací
| Vlajka Australasian Anti-Transportation League    |
| Vlajka Britské Východoindické společnosti od 1707 |
| Vlajka Britské Východoindické společnosti po 1801 |
| Vlajka Společnosti Hudsonova zálivu               |
| Vlajka novozélandské policie                      |
| Vlajka Royal New Zealand Yacht Squadron           |
| Vlajka Royal Observer Corps                       |